# José Adriano Pequito Rebelo
José Adriano Pequito Rebelo, né à Gavião, Portugal le 21 mai 1892 et décédé à Lisbonne le 22 janvier 1983, est un homme politique portugais.

## Biographie
Il était surtout connu sous le surnom de Pequito Rebelo.
Diplômé en Droit à l'université de Coimbra. Monarchiste, il participa à la création de l'Intégralisme lusitanien après l'instauration de la Première République.
Il combattit dans les Flandres, en tant officier d'artillerie au sein du Corps Expéditionnaire Portugais (CEP), lors de la Première Guerre mondiale.
Il participa en 1919 à la révolte de Monsanto pendant la Monarchie du Nord, tentative de restauration monarchique, où il fut grièvement blessé.
Il combattit à nouveau pendant la guerre civile espagnole, aux côtés des Nationalistes.

## Ouvrages publiés
- Pela Deducção à Monarquia, 1922;
- Meditações de Fátima, 1942;
- O Aspecto Espiritual da Aliança Inglesa - Ensaios de Crítica Histórica, 1945;
- As Eleições de Portalegre, 1949;
- Em Louvor e Defesa da Terra, 1949;
- O Meu Testemunho, 1949;
- Um Documento Revelador, 1974;
- Boas e Más Reformas Agrárias, 6 vols., 1975;
- A Invasão Soviética do Alentejo, 1979.